# Alejandra Ramos
Alejandra Purísima Ramos Sánchez (* 8. Dezember 1958 in Curicó) ist eine ehemalige chilenische Leichtathletin, die sich auf den Mittelstreckenlauf spezialisiert hat. Sie ist aktuell Inhaberin des Landesrekordes über 800 Meter und war lange Zeit Inhaberin des Landesrekordes über 1500 Meter. Sie wurde neunmal Südamerikameisterin über 400, 800 und 1500 Meter und siegte auch bei den Südamerikaspielen. Mit zahlreichen weiteren Medaillen auf kontinentaler Ebene zählt sie zu den erfolgreichsten Leichtathletinnen Chiles.

## Sportliche Laufbahn
Erste internationale Erfahrungen sammelte Alejandra Ramos im Jahr 1972, als sie bei den Juniorensüdamerikameisterschaften in Asunción in 51,6 s den vierten Platz mit der chilenischen 4-mal-100-Meter-Staffel belegte und mit der 4-mal-400-Meter-Staffel in 4:19,5 min die Silbermedaille gewann. 1974 siegte sie bei den Juniorensüdamerikameisterschaften in Lima in 2:12,6 min im 800-Meter-Lauf und sicherte sich über 400 Meter in 56,4 s die Bronzemedaille. Zudem belegte sie mit der 4-mal-100-Meter-Staffel in 48,6 s den fünften Platz und gelangte mit der 4-mal-400-Meter-Staffel mit 4:04,4 min auf Rang vier. Im Jahr darauf siegte sie in 55,7 s im 400-Meter-Lauf bei den Südamerikameisterschaften in Rio de Janeiro und sicherte sich über 800 Meter in 2:12,1 min die Bronzemedaille hinter der Argentinierin Ana María Nielsen und Rosângela Verissimo aus Brasilien. Anschließend startete sie über 400 Meter bei den Panamerikanischen Spielen in Mexiko-Stadt und schied dort mit 56,06 s in der ersten Runde aus. 1976 siegte sie bei den Juniorensüdamerikameisterschaften in Maracaibo in 55,33 s und 2:10,14 min über 400 und 800 Meter sowie in 4:45,11 min auch im 1500-Meter-Lauf. Im Jahr darauf gewann sie bei den Südamerikameisterschaften in Montevideo in 2:12,3 min die Goldmedaille über 800 Meter und siegte in 4:39,8 min auch über 1500 Meter. 1978 siegte sie in 56,68 s über 400 Meter bei den Südamerikaspielen in La Paz. 1979 verteidigte sie bei den Südamerikameisterschaften in Bucaramanga in 2:04,2 min und 4:23,2 min ihre Titel über 800 und 1500 Meter. Zudem belegte sie bei den Panamerikanischen Spielen in San Juan in 2:06,2 min den sechsten Platz über 800 Meter und gelangte über 1500 Meter mit 4:24,8 min auf Rang fünf.
1983 gewann sie bei den Panamerikanischen Spielen in Caracas in 2:03,65 min die Bronzemedaille über 800 Meter hinter der Kubanerin Nery McKeen und Ranza Clark aus Kanada. Zudem belegte sie in 4:25,59 min den vierten Platz über 1500 Meter. Anschließend gewann sie bei den Ibero-Amerikanischen Meisterschaften in Barcelona in 2:03,17 min die Silbermedaille über 800 Meter hinter der Kubanerin McKeen und über 1500 Meter musste sie sich in 4:16,33 min nur der Portugiesin Aurora Cunha geschlagen geben. Daraufhin siegte sie bei den Südamerikameisterschaften in Santa Fe in 2:04,6 min und 4:25,3 min zum dritten Mal in über 800 und 1500 Meter und sicherte sich mit der 4-mal-400-Meter-Staffel in 3:45,3 min gemeinsam mit Cecilia Rodríguez, Graciela Mardones und Paola Raab die Silbermedaille hinter dem brasilianischen Team. Im Jahr darauf nahm sie an den Olympischen Sommerspielen in Los Angeles teil und schied dort mit 2:05,77 min und 4:22,03 min jeweils in der ersten Runde über 800 und 1500 Meter. 1985 verteidigte sie bei den Südamerikameisterschaften in Santiago de Chile in 2:03,5 min und 4:20,16 min ihre Titel über 800 und 1500 Meter und sicherte sich zudem mit der Staffel in 3:43,85 min gemeinsam mit Flavia Villar, Ismenia Guzman und Ximena Carvajal die Bronzemedaille hinter den Teams aus Brasilien und Uruguay. Zudem belegte sie anschließend bei der Sommer-Universiade in Kōbe in 4:13,09 min den sechsten Platz über 1500 Meter. Im Jahr darauf siegte sie bei den Ibero-Amerikanischen Meisterschaften in Havanna in 4:22,34 min über 1500 Meter und belegte in 2:04,72 min den vierten Platz über 800 Meter. 1987 schied sie bei den Hallenweltmeisterschaften in Indianapolis mit 2:08,42 min in der ersten Runde über 800 Meter aus und 1990 siegte sie bei den Ibero-Amerikanischen Meisterschaften in Manaus in 4:13,07 min über 1500 Meter und sicherte sich in 2:02,37 min die Silbermedaille über 800 Meter hinter der Spanierin Maite Zúñiga. 1993 gelangte sie bei den Hallenweltmeisterschaften in Toronto mit 9:15,22 min auf den neunten Platz im 3000-Meter-Lauf. Im Juli gewann sie bei den Südamerikameisterschaften in Lima in 4:31,40 min die Silbermedaille über 1500 Meter hinter der Brasilianerin Soraya Telles und über 3000 Meter musste sie sich in 9:52,1 min der Peruanerin Marilú Salazar sowie der Argentinierin Griselda González geschlagen geben. Im selben Jahr beendete sie dann ihre aktive sportliche Karriere im Alter von 34 Jahren.

## Persönliche Bestleistungen
- 400 Meter: 54,21 s, 28. März 2024 in Santiago de Chile
- 800 Meter: 2:00,20 min, 3. September 1990 in Jerez de la Frontera (chilenischer Rekord)
  - 800 Meter (Halle): 2:08,42 min, 6. März 1987 in Indianapolis
- 1500 Meter: 4:13,07 min, 15. September 1990 in Manaus
  - 3000 Meter (Halle): 9:15,22 min, 13. März 1993 in Toronto (chilenischer Rekord)